# Bielsdown River
Der Bielsdown River ist ein Fluss im Nordosten des australischen Bundesstaates New South Wales.

## Geographie
Die Quelle liegt drei Kilometer östlich der Kleinstadt Fernbrook im Süden des New-England-Nationalparks am Waterfall Way (Verbindungsstraße Armidale–Coffs Harbour). Von dort fließt der Fluss zunächst nach Osten am Waterfall Way entlang bis nach Dorrigo. An der westlichen Stadtgrenze wendet er seinen Lauf nach Norden und passiert den Junuy-Juluum-Nationalpark im Westen. An der Südspitze des Nymboi-Binderay-Nationalparks mündet er in den Nymboida River.
Ungefähr 1,2 Kilometer nördlich von Dorrigo bildet der Fluss die Dangar Falls.

### Nebenflüsse mit Mündungshöhen
- Rocky Creek – 646 m[1]